# Oberamt Hünfeld
Das Oberamt Hünfeld war eine Gerichts- und Verwaltungseinheit des geistlichen Fürstentums Fulda und des Fürstentums Nassau-Oranien-Fulda sowie im Kurfürstentum Hessen.

## Geschichte

### Fulda
Hünfeld war Mittelpunkt einer Zentes bzw. einer Mark, des Hünfelds und Sitz des Zentgerichts. Dieses war Teil einer Schenkung Karls des Großen an das Stift Fulda im Jahr 781. Später wurde urkundlich zwischen dem Zentgrafenamt Hünfeld und dem Amt Aschenbach unterschieden. Um 1015 war der Ort Sitz eines fuldischen Oberhofs. 1274 und 1424 wird auch eine Burg im Ort genannt. 1310 erhielt Hünfeld Stadtrechte. Aufgrund der finanziellen Probleme des Stifts wurden 1324, 1325, 1329, 1368 1368 und 1391 Stadt, Amt und Gericht Hünfeld an die Familie von Hune verpfändet. 1391 erwarb der fuldische Dechant und Konvent die Pfandschaft. Weitere Verpfändungen erfolgen 1420 (an Mainz und Würzburg), 1427 (an Mainz und Hessen) und 1440 (an die Familie von Schlitz). 1510 konnte Fulda alle Verpfändungen wieder einlösen.
Das Amt hatte ursprünglich eine Reihe von Nachbardörfern umfasst. Im Viehbedebuch von 1510 wird die Stadt bereits getrennt vom Gericht Hünfeld dargestellt. Zum Gericht gehörten 1510 Großenbach, Hünhan, Molsbach, Nüst, Rosbach, Rückers und Sargenzell. Diese Trennung formalisierte sich im Laufe des 16. Jahrhunderts. Im Huldigungsbuch von 1605 wurde lediglich die Stadt als Amtsbestandteil genannt. Alle Orte außerhalb der Stadtmauer bildeten nun das Oberamt Mackenzell.
Im 18. Jahrhundert wurde das Amt als Oberamt bezeichnet. An seiner Spitze stand formal ein adliger Oberamtmann. Dieses Amt war aber zum Ende des HRR Sinekure. Oberster Beamter war faktisch vielmehr der Stadtschultheiß.

### Fürstentum Nassau-Oranien-Fulda
Das Fürstentum Nassau-Oranien-Fulda entstand aufgrund des Reichsdeputationshauptschlusses 1803. In Bezug auf die Rechtsprechung und Verwaltung wurde mit der Landesherrlichen Verordnung die Ober= und Ämter betreffend vom 8. Januar 1803 eine Neuorganisation der bestehenden Ämter vorgenommen. Das Oberamt Hünfeld wurde um das Oberamt Mackenzell erweitert. Das Amt trug nun die Bezeichnung eines Amtes I. Klasse.

### Großherzogtum Frankfurt
1806 wurde das Fürstentum Nassau-Oranien-Fulda französisch besetzt und 1810 Teil des Großherzogtums Frankfurt. In der Franzosenzeit gehörte das Amt als Distriktsmairie Hünfeld zum Departement Fulda, an der Struktur änderte sich nichts (siehe hierzu Gerichtsorganisation im Großherzogtum Frankfurt). Insbesondere die Trennung der Rechtsprechung von der Verwaltung wurde nicht eingeführt.

### Kurhessen
Gemäß der Schlussakte des Wiener Kongresses vom 9. Juli 1815 ging das Amt an das Königreich Preußen über. Dieses übertrug das Amt am 16. Oktober 1815 an das Kurfürstentum Hessen. Das Amt Hünfeld gab einen Ort an das Amt Burghaun ab. Es wurde umgekehrt aber eine Hälfte des Restamtes Bieberstein und einen Teil des Amtes Haselstein erweitert. Es bestand nun aus Dammersbach, Gotthards, Großenbach, Haselstein, Hausarmen, Hofaschenbach, Hünfeld, Kermes, Kirchhasel, Mackenzell, Mahlerts, Marbach, Mittelaschenbach, Molzbach, Morles, Nüst, Oberaschenbach, Obernüst, Rimmels, Rödergrund, Roßbach, Rückers, Sandberg, Sargenzell, Schwarzbach, Setzelbach, Silges, Unterbernhards, Wallings und Wittges. 1822 wurde die Trennung der Rechtsprechung von der Verwaltung vorgenommen. Die Verwaltungsfunktionen gingen auf den Kreis Hünfeld über, die Gerichtsfunktion auf das Justizamt Hünfeld.

## Persönlichkeiten
- Oberamtmann J. Ph. Freiherr von Buttlar (1800)
- Stadtschultheiß Johann Josef Schmitt (1800)
- Amtsvogt Fritz Landvogt (1811–1816)